# ヴィンセント・バーバー

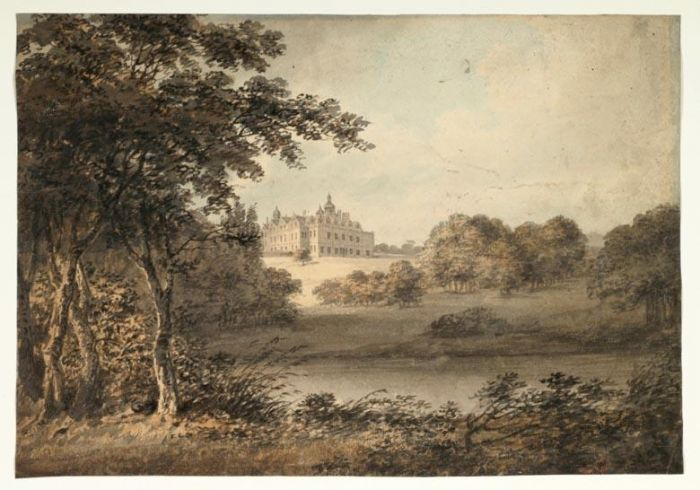
ヴィンセント・バーバー画「スタッフォードシャー池から見たアストン・ホールの風景」（1808年 - 1838年ごろ）、水彩

ジョセフ・ヴィンセント・バーバー（Joseph Vincent Barber、1788年 - 1838年）はヴィンセント・バーバー（Vincent Barber）としてその名が知られる、イングランド出身の風景画家および美術教師である。
画家や図画教師に従事していたジョセフ・バーバーの息子として、イングランドのウェスト・ミッドランズ州バーミンガムで生を受けた彼は、父親が亡くなった1811年に父親が創設したグレード・チャールズ・ストリートにある絵画アカデミーの運営を引き継いだ。絵画アカデミーにおけるヴィンセント・バーバーが受け持った生徒にはトマス・クレスウィック、ジェームス・ティビッツ・ウィルモア、トーマス・ベイカー、ピーター・ホリンズなどがいる。
1809年、兄のチャールズ・バーバーと父親の元教え子のサミュエル・ラインズとともに人体デッサン専門の本格的なアカデミーを設立し、最終的に王立バーミンガム芸術家協会やバーミンガム芸術学校へと発展していくことになる。
主に風景画を描いてきたバーバーは1812年から1830年にかけて王立芸術院に作品を出品していた。1837年に画家を引退しイタリアを旅していたが、その最中の翌1838年にローマでマラリアを発症し没した。